# Brigitte Ratz
Brigitte Ratz (später Brigitte Ratz-Maróthy; * 19. Juli 1929 in Wien; † 24. Januar 2006) war eine österreichische Schauspielerin und Gründerin des 1.Frauen-Kammerorchesters von Österreich.

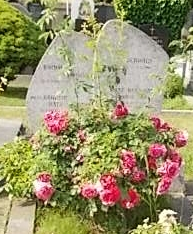
Grabstätte von Brigitte Ratz-Maróthy

## Leben
Brigitte Ratz, Tochter des Musikwissenschaftlers und Schönberg-Schülers Erwin Ratz und der Violinsolistin Lonny Ratz, studierte am Max Reinhardt Seminar. Von 1948 bis 1974 spielte sie bei verschiedenen Theatern, darunter 1948 bis 1950 am Theater in der Josefstadt, der Scala Wien und am Burgtheater in Wien, 1953 an den Münchner Kammerspielen, an der Volksbühne Berlin, in Hannover und Graz. Von 1949 bis 1960 spielte Ratz in mehreren Filmen mit, danach in verschiedenen Fernsehproduktionen. 1961 wurde Ratz mit dem Förderungspreis der Stadt Wien für Schauspieler ausgezeichnet. Im Jahr 1974 wurde Brigitte Ratz erste Vorsitzende der neu gegründeten Frauenabteilung der „Gewerkschaft Kunst, Medien, freie Berufe“ (KMfB), seit 1990 Ehrenvorsitzende. Im gleichen Jahr verlieh ihr der Bundespräsident das Silberne Ehrenzeichen für Verdienste um die Republik Österreich.
1982 wurde das „1.Frauen-Kammerorchester von Österreich“ von Brigitte Ratz gegründet mit dem Ziel, ein sehr gutes Ensemble aus hochqualifizierten jungen Musikerinnen, Solistinnen und Preisträgerinnen zu bilden und damit das musikalische Potential von Frauen verstärkt in die Öffentlichkeit zu bringen. 1999 verlieh man ihr den Professorentitel. Sie war verheiratet mit Andreas C. Maróthy. Beide hatten zusammen fünf Kinder. Die zweite Tochter verstarb durch eine schwere Krankheit bereits im Jugendalter. Ratz’ letzte Ruhestätte befindet sich am Döblinger Friedhof in Wien.

## Filmografie
- 1950: Das vierte Gebot
- 1950: Toselli-Serenade (Romanzo d'amore)
- 1950: Frühlingsromanze
- 1952: Wir werden das Kind schon schaukeln (Schäm dich, Brigitte)
- 1955: Jimmy und das Glück (Fernsehen)
- 1956: Of und der Mond (Fernsehen)